# Ventrikularna ekstrasistola
Ventrikularna ekstrasistola ili preuranjena komorska kontrakcija (VES) su najčešće heterotopne aritmije, ili prevremeni srčani otkucaji koji nastaju zbog nadražaja koji potiču iz nekog ektopičnog centra u srčanim komorama. Nastaju tako što se abnormalnim procesom aktivira ektopični impuls nastao bilo gde u ventrikulu ili srčanoj komori. Na elektrokardiogramu on se prikazuje kao preuranjena kontrakcija sa nepravilnim, ponekad bizarnim izgledom, komorskog kompleksa.
Ekstrasistolični QRS traje više od 0,08 sekundi kod odojčeta, više od 0,09 sek kod deteta iznad 3 godine života i 0,12 se kod odraslih. Postekstrasistolična pauza može biti potpuno kompenzatorna (ako VES ne remeti osnovni ritam) ili nepotpuno kompenzatorna (kod retrogradnog provođenja impulsa u pretkomori). Nastanak VES može se povezivati i sa rientri mehanizmom, lokalnim automatizmom ili trigeriranom aktivnošću.
Mogu se javiti i kod zdravih ljudi usled pojačane aktivnosti simpatičkog nervnog sistema (stres, telesni napor – na višim frekvencama srca), usled pušenja, nakon uzimanja alkohola, kofeina, kokaina. Često se javljaju kod koronarne bolesti srca usled ishemije srčanog mišića, nakon stvaranja ožiljnog tkiva u srcu (posle infarkta srca, miokarditisa, operacija na srcu), kod prolapsa mitralne valvule, srčane slabosti, smanjene količine kalijuma (uzimanje diuretika-lakova za izbacivanje tečnosti) ili magnezijuma u krvi, kao posledica poremećene funkcije štitaste žlezde ili kao posledica uzimanja nekih lekova (antiaritmika, digitalisa). VES, koje se javljaju kod organskih bolesti srca su opasne (naročito često se javljaju u akutnom infarktu srca) jer mogu dovesti do treperenja komora srca i smrti. 
Ako su VES monomorfne, a fizikalni  pregled srca i ehokardiogram uredni, potrebno je učiniti ergometrijsko testiranje. Ukoliko ono ne dovede do indukcije ventrikulske tahikardije, nisu potrebne nikakva dalja ispitivanja. Indukovan VT, međutim, stavlja pacijenta u posebnu kategoriju jer je VT u pravilu znak organske  bolesti srca.

## Epidemiologija
Pojedinačne VES su čest kod zdravih osoba. Kada se koristi 24-časovno ambulantno praćenje, do 80%naizgled zdravih ljudi ima povremene VES. Stope variraju u zavisnosti od starosti sa izuzetno retkim za one mlađe od 11 godina i izuzetno čestim kod onih starijih od 75 godina. Ove razlike mogu biti posledica visokog krvnog pritiska i ateroskleroze, koje je lakše pronaći kod starijih osoba.
Kod 101 osobe bez srčanih bolesti tokom 24-časovnog Holter monitoringa, 39 je imalo najmanje 1 VES, a 4 najmanje 100. Bolest srca je isključena nakon fizičkog pregleda, rendgenskog snimka grudnog koša, EKG-a, ehokardiografije, testa maksimalnog opterećenja, desno- i kateterizacija levog srca i koronarna angiografija.
U 122.043 letača vazduhoplovnih snaga Sjedinjenih Država i kandidata za kadeta tokom približno 48 sekundi EKG-a, 0,78% (952 muškarca) je imalo VES u svim starosnim grupama, ali sa povećanom incidencom sa porastom starosti.
Ventrikularna ektopija je češća kod muškaraca nego kod žena istog uzrasta; Podaci iz velikih studija zasnovanih na populaciji pokazuju da je prevalencija manja za mlade bele žene bez srčanih oboljenja i veća kod starijih afroameričkih osoba sa hipertenzijom.

## Etiopatogeneza
Prevremene kontrakcije komore mogu se javiti kod zdrave osobe bilo koje starosne dobi, ali su češće kod starijih i kod muškaraca.
Kod oko 2% dece mogu se naći VES pri rutinskom snimanju EKG-a, dok se kod vrlo značajnog dela ljudi javljaju spontano bez poznatog uzroka. 
Mogući uzroci VES
Neki mogući osnovni uzroci VES uključuju:
- Višak adrenalina
- Visok nivo kalcijuma u krvi .[9]
- Kardiomiopatiju,
- Hipertrofiju ili proširenja srca [9]
- Određeni lekovi kao što je digoksin, koji povećava kontrakciju srca ili triciklični antidepresivi.[9]
- Hemijske (elektrolitne) probleme u krvi   (na primer hipokaliemija, koja se može javiti kod onih koji uzimaju diuretike („tablete za izbacivanje vode“)   i hipomagneziemija).
- Kontakt sa karinom (dušnik / bronhi) prilikom medicinskog usisavanja stimuliše vagusni živac
- Lekove kao što su: alkohol  kofein kokain nikotin, teobromin
- infarkt miokarda
- Hiperkapniju (trovanje CO2) [9]
- Hipertenziju (visok krvni pritisak)
- Hipoksiju
- Nedostatak sna / iscrpljenost
- Prolaps mitralne valvule [9]
- Miokarditis [9]
- Sarkoidozu
- Pušenje duvana
- Stres.[10]

## Klinička slika
Ventrikularne ekstrasiste uglavnom ne uzrokuju simptome, ali se otkucaji srca mogu osetiti kao abnormalno lupanje srca. Odrasli VES doživljavaju kao dodatni udarac u području prekordijuma ili kratkotrajnu senzaciju, koja se poput talasa širi iz područja srca prema glavi, ili kao "preokretanje" u  prekordijumu. 
Nakon prijevremene kontrakcije, srcu treba više vremena nego što je normalno da bi se ponovo ustalio ritam. Ovaj produženi RR interval popularno se opisuje kao "mini infarkt", a neki ljudi ga opisuju i kao osećaj da je srce na sekundu prestalo kucati. Ove senzacije su odraz prvog normalnog udarca nakon prevremen kontrakcije: pri čemu su udarni volumen i sistolni krvni pritisak povišeni zbog kompenzatorne pauze koja hemodinamski predstavlja produženu dijastolu.  Bez obzira na subjektivne smetnje ove ekstrasistole mogu biti benigne (bezopasne) u većini slučajeva ili maligne. Ipak zahtevaju snimanje EKG. 
Benigne VES
Na njihovu benignost ukazuju: 
- retko  pojavljivanje,
- jednoobraznost,
- jedno ishodište,
- izostanak bigeminije ili trigeminije,
- pojava parasistolije,
- izostanak  povećanja njihove frekvencije nakon fizičkog opterećenja organizma

Isključenjem najčešćih ekstrakardijalnih faktora: rashlađenje tela, infekcija, nesanica, jatrogeni ili egzogeni toksični uticaji, nikotin, kofein, simpatikomimetici, halucinogeni, amfetamin, marihuana itd., obično prestaju i ekstrasistole.
Maligne VES
Na  malignost ventrikularnih ekstrasistola ukazuju:
- pojava VES iz više žarišta,
- različitost oblika,
- interpoliranje ekstrasistole,
- pojava R na T fenomena

Ovo ukazuje na mogućnost vrlo ozbiljnih poremećaja ritma i zahteva  terapiju antiaritmicima 
Višestruke prerane kontrakcije komore mogu preći i u ventrikularnu tahikardiju, mnogo opasniju aritmiju od VES.

## Dijagnoza
Dijagnoza VES se postavlja elektrokardiogramom (EKG), jednostavnim, brzim i jeftinim testom koji se može brzo snimiti u ordinaciji ili  van nje. Međutim, mala je verovatnoća da će se u kraćem vremenskom razdoblju dogoditi preuranjena kontrakcija srčane komore. U tom smislu Holterov monitoring je  mnogo osetljivija metoda za dijagnozu, jer kontinuirano beleži brzinu otkucaja srca u periodu od 24 časa.
Elektokardiografski ove ekstrasistole su karakteristične po po proširenom QRS kompleksu ispred koga nema P talasa a iza njega sledi ST segment koji je ispod izoelektrične linije, sa duboko negativnim i proširenim T talasom iza koga dolazi kompenzatorna pauza. 
Pre izgledu elektrokardigrama ventrikularne ekstrasistole mogu biti:
Uniformne — jer potiču iz istog ektopiučnog centra i kod njih je QRS kompleks iste morfologije.
Multifokalne — jer potiču iz više različitih, ektopiučkoh centra i njihovi QRS kompleksi imaju različitu morfologiju.

## Terapija
Cilj terapije je da se pacijent zaštiti od težih oblika aritmije sa lošim ishodom., i u tom smislu ventrikularne ekstrasistole se leče:
- kod zdravih samo ako daju simptome,
- kod postojanja organskog oboljenja srca leči osnovna bolest i ekstrasistole koje su česte (> 720/24 h),
- u akutnim napadima ekstrasistola kada se javljaju VES po tipu bigeminije (svaka druga), trigeminije (svaka treća), kod ventrikularne tahikardija (tri VES i više u nizu).

Kada je pacijent hemodinamski nestabilan mora se brzo reagovati i korigovati ritam. jer mogu vrlo često kod organske bolesti srca dovesti do ventrikularne tahikardije (VT) i ventrikularne fibrilacije (VF) koja dovodi do smrtnog ishoda. 
VES u paru i multiformna oblike treba lečiti korekcijom egzogenih faktora ili primenom antiaritmika (iako neme idealnog antiaritmika koji će potpuno izlečiti poremećaje ritma). 
Kod intoksikacije digitalisom treba dati antidigoksinska antitela (npr digitalis - antitoksin BM) ili phenitoin i.v. 15 mg/kg kroz jedan sat. Kod intoksikacije kinidinom prvo treba  pokušati sa davanjem Na-bikarbonata 1-2 mEq/kg i.v. ili lidokain 1-3 mg/kg i.v. i magnezijum sulfat 15-39 mg/kg i.v.
U akutnom lečenju multiformnih VES ili VES u paru koriste se lidokain (1 mg/kg i.v. svakih pet minuta, ukupno 3 doze, zatim infuzijom) i prokainamid 10-15 mg/kg u trajnoj infuziji kroz jedan sat. 
U hroničnoj terapiji smatra se uspehom ako se uspe potpuno "očistiti" VES u Holterovu zapisu ili ih makar smanjiti na ispod 10 monomorfnih VES na sat. 
Antiaritmici grupe I A koriste se u lečenju
- ventrikularnih aritmija samo ako su drugi lekovi bili bezuspešni,
- kontraindikovani kod pacijenata sa produženim Q-T intervalom i mitralnim prolapsom.

Antiaritmici grupe I B glavnu indikaciju imaju kod
- postoperacijske aritmije.

Antiaritmici grupe I C
- propafenon zbog dodatnog  beta-blokirajućeg učinka i blokade kalcijumovih kanala u refrakternim VT.

Antiaritmici grupe II najčešće se upotrebljavaju u;
- sindromu produženog Q-T intervala,
- kod VT indukovanih naporom,
- ADDV i
- blaže kardiomiopatije.

Antiaritmici grupe III koriste se u
- ventrikularnim aritmijama opasnim po život
- kod produženja Q-T intervala (osim bretilijuma).

Antiaritmici grupe IVu načelu nemaju efekat u ventrikularnim aritmijama osim u vrlo specifičnim indikacijama:
- idiopatska VT poreklom, iz izlaznog dela desne komore i
- fascikularna "reentry" tahikardija.

## Prognoza
Kada nema  drugih pridruženih bolesti srca, VES su benigne, i bez povećanja smrtnosti. Međutim, kada su preuranjeni ventrikularni kompleksi česti, smrtnost kod koronarnih bolesti se udvostručuje, što može ukazivati na prethodno nepoznatu srčanu manu. U ovom slučaju, rizik od moždanog udara je takođe dvostruko veći od rizika za opštu populaciju.